# 日本MRS
一般社団法人日本MRS（にほんエムアールエス、英: The Materials Research Society of Japan）は、1989年に創立された材料科学に関する学会である。略称はMRS-J。
上部団体として、International Union of Materials Research Societies(IUMRS)がある。

## 沿革
日本MRS（The Materials Research Society of Japan）は、1988年5月池袋サンシャインシティで開催されたMRS International Conference on Advanced Materialsを契機に、材料に関する横断的、学際的学術研究団体として1989年3月に発足。当初名称は先進材料科学・技術研究会(Advanced Materials Science and Engineering Society）。 1990年日本MRSに改称された。
2013年4月、一般社団法人化。

## 出版物
Transactions of the Materials Research Society of Japanが年4回刊行されている。
現在は英文原著論文誌となっている。

## 会議
国内会議として、日本MRS年次大会（学術シンポジウム）が毎年開催されている。

下記の会議がIUMRS各国で開催されるが、日本で開催の場合は本学会の開催となる。

- IUMRS-ICAM (International Conference on Advanced Materials) 西暦奇数年開催
- IUMRS-ICEM (International Conference on Electronic Materials) 西暦偶数年開催
- IUMRS-ICA (International Conference in Asia) 毎年開催

## IUMRS
当学会は、前述のIUMRSに加盟している。IUMRSに加盟しているのは現在、アフリカ、アルゼンチン、ブラジル、
中国、欧州、米国、インド、日本、韓国、メキシコ、ロシア、シンガポール、台湾の
各国・地域のMRSである
。